# 杜瓊
杜瓊（約170年—250年），字伯瑜。蜀郡成都人，蜀漢官員，占星家。

## 生平
少時隨任安學習，劉璋時擔任從事，劉備時任命他做議曹從事，劉禪時任命他做諫議大夫，之後升任左中郎將、大鴻臚、太常。杜瓊為人沉默寡言，閉門自守，不涉及時事。蔣琬、費禕都很器重他。高玩、谯周为其学徒。杜瓊在諸葛亮死時，擔任丞相武鄉侯印綬持節。

### 占星绝矣
杜瓊精通占星，但一直不觀星而直接評論。後輩譙周常請教杜瓊，杜瓊說占星學很難學，要親自觀察，辨識天象，要每天清晨辛苦工作，但又不能泄露給人知，不如不知道算了，所以他不再觀星。譙周又問之前周徵君認為當塗高是魏，為什麼呢。杜瓊說魏是瞭望樓的名稱，當途而高，所以聖人把當塗高解成魏。再解釋說以前官名不叫曹，但漢代以來官名都稱曹，低級的稱屬曹，吏卒稱侍曹，這大概是天意。他終年八十歲，沒有把占星學傳給後人。

## 《三國演義》
《三國演義》第八十回提及时为议曹的杜瓊和其他官員一起勸劉備登基。第八十五回提及曹丕五路軍隊攻蜀，後主派杜瓊董允去找諸葛亮，但諸葛亮托病不出，杜瓊於是請後主親自去問計。第九十一回諸葛亮任命杜瓊為諫議大夫。第一百回提及武將杜瓊，應是另有其人，《三國志》沒有提及名為杜瓊的武將。

## 著作
- 《韓詩章句》

## 延伸阅读
[在维基数据编辑]
 《三國志·卷42》，出自陳壽《三國志》

| 官衔        | 官衔              | 官衔        |
| ----------- | ----------------- | ----------- |
| 前任： 王谋 | 蜀汉太常 ？—250年 | 繼任： 镡承 |